# Matthew Wilson
Matthew Wilson (ur. 29 stycznia 1987) – brytyjski kierowca rajdowy obecnie startujący w Rajdowych Mistrzostwach Świata. Syn Malcolma Wilsona, byłego kierowcy rajdowego, obecnie dyrektora firmy M-Sport przygotowującej rajdowe samochody Forda.

## Kariera
Karierę zaczynał od wyścigów samochodów jednomiejscowych. W 2003 startował bez większych sukcesów w Brytyjskiej Formule Renault. W tym samym roku zaliczył swój pierwszy rajd od razu go wygrywając, mając swojego ojca za pilota. W 2004 roku zadebiutował w imprezie WRC – Rajdzie Wielkiej Brytanii – kończąc ją na 13. pozycji.
W 2006 roku zaliczył pierwszy pełny sezon startów w mistrzostwach świata w zespole Stobart. W kolejnych latach również reprezentował barwy tego zespołu. Jak dotąd jego najlepszym sezonem był 2009, kiedy to zdobył 28 punktów i zajął 7. miejsce w klasyfikacji generalnej. 

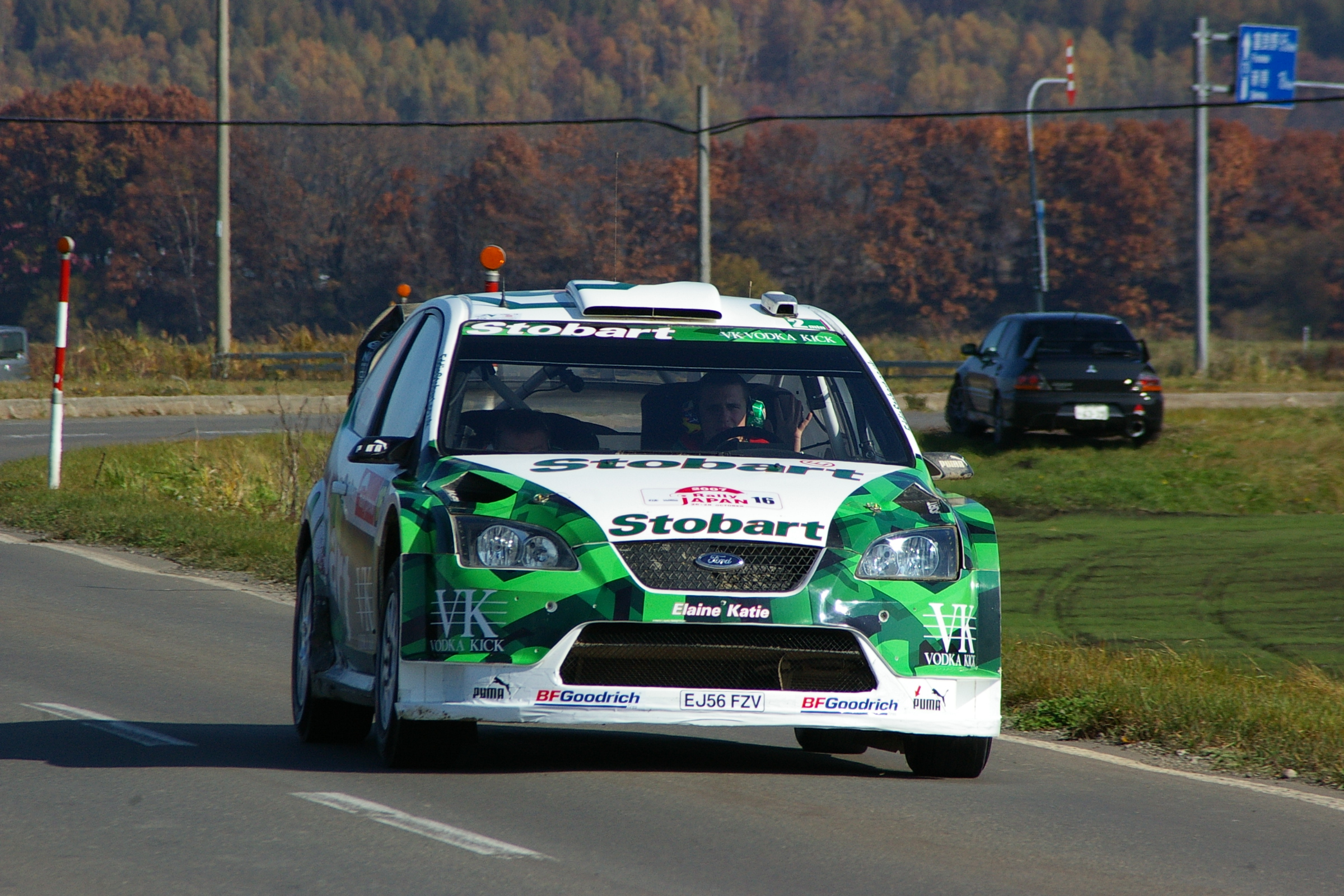
Podczas Rajdu Japonii w 2007 roku

Najlepszymi jego wynikami w rajdzie WRC są dwa 4. miejsca zajęte podczas Rajdu Japonii w 2007 roku, oraz podczas Rajdu Australii w 2011 roku

## Starty w rajdach WRC
| Sezon | Zespół                                | Samochód           | 1      | 2       | 3      | 4             | 5         | 6      | 7             | 8         | 9         | 10        | 11      | 12     | 13        | 14      | 15        | 16        | Punkty | Miejsce |
| ----- | ------------------------------------- | ------------------ | ------ | ------- | ------ | ------------- | --------- | ------ | ------------- | --------- | --------- | --------- | ------- | ------ | --------- | ------- | --------- | --------- | ------ | ------- |
| 2004  | M-Sport                               | Ford Focus WRC     | Monako | Szwecja | Meksyk | Nowa Zelandia | Cypr      | Grecja | Turcja        | Argentyna | Finlandia | Niemcy    | Japonia | 13     | Włochy    | Francja | Hiszpania | Australia | 0      | -       |
| 2005  | Eddie Stobart Motorsport              | Ford Focus WRC     | Monako | Szwecja | Meksyk | Nowa Zelandia | Włochy    | Cypr   | Turcja        | Grecja    | Argentyna | Finlandia | Niemcy  | 15     | Japonia   | Francja | Hiszpania | Australia | 0      | -       |
| 2006  | Stobart VK M-Sport Ford Rally Team    | Ford Focus RS WRC  | 15     | 14      | 16     | 15            | 16        | 8      | 34            | 10        | 12        | 10        | 40      | 10     | 12        | 27      | 13        | 12        | 1      | 28.     |
| 2007  | Stobart VK M-Sport Ford Rally Team    | Ford Focus RS WRC  | 12     | NU      | 26     | 8             | 12        | 30     | 12            | 10        | 10        | 9         | 10      | 11     | NU        | 4       | 7         | 6         | 11     | 11.     |
| 2008  | Stobart VK M-Sport Ford Rally Team    | Ford Focus RS WRC  | 10     | NU      | 6      | NU            | 5         | 12     | 6             | 7         | 9         | 12        | 17      | 9      | 8         | 7       | 9         |           | 15     | 10.     |
| 2009  | Stobart VK M-Sport Ford Rally Team    | Ford Focus RS WRC  | 7      | 7       | 5      | NU            | 5         | 6      | 13            | 5         | 8         | 6         | 7       | 6      |           |         |           |           | 28     | 7.      |
| 2010  | Stobart VK M-Sport Ford Rally Team    | Ford Focus RS WRC  | 7      | 16      | 5      | 7             | 6         | 6      | 9             | 6         | 6         | 23        | 8       | 6      | 7         |         |           |           | 74     | 7.      |
| 2011  | M-Sport Stobart Ford World Rally Team | Ford Fiesta RS WRC | 9      | NU      | 5      | 5             | 9         | 8      | 6             | 8         | 11        | 4         | 10      | NU     | 5         |         |           |           | 63     | 7.      |
| 2012  | Go Fast Energy WRT                    | Ford Fiesta RS WRC | 11     | Szwecja | Meksyk | Portugalia    | Argentyna | Grecja | Nowa Zelandia | Finlandia | Niemcy    | 8         | Francja | Włochy | Hiszpania |         |           |           | 4      | 27.     |